# 卡斯馬區
卡斯馬區（西班牙語：Distrito de Casma），是秘魯的一個區，位於該國北部安卡什大區的卡斯馬省，面積1,206.28平方公里，海拔高度39米，2005年人口28,140，人口密度為每平方公里23人。